# NGC 6598
NGC 6598 је спирална галаксија у сазвежђу Змај која се налази на NGC листи објеката дубоког неба.
Деклинација објекта је + 69° 4' 7" а ректасцензија 18h 8m 55,7s. Привидна величина (магнитуда) објекта NGC 6598 износи 13,1 а фотографска магнитуда 14,0. NGC 6598 је још познат и под ознакама UGC 11139, MCG 12-17-18, CGCG 340-37, KAZ 187, PGC 61462.